# Lista najdłużej urzędujących przywódców państwowych

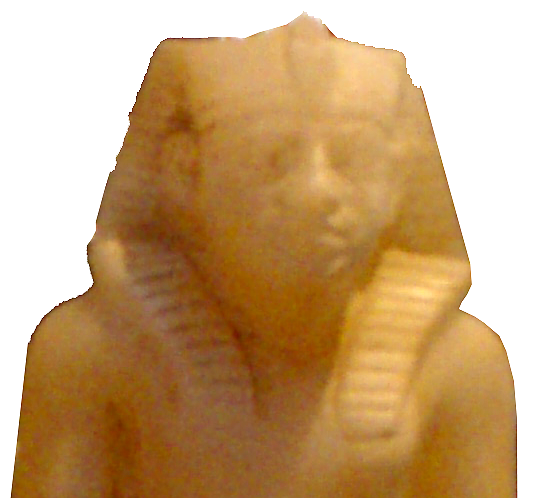
Pepi II, władca starożytnego Egiptu, według niektórych badaczy rządził przez 94 lata, co czyniłoby go najdłużej panującym władcą w historii

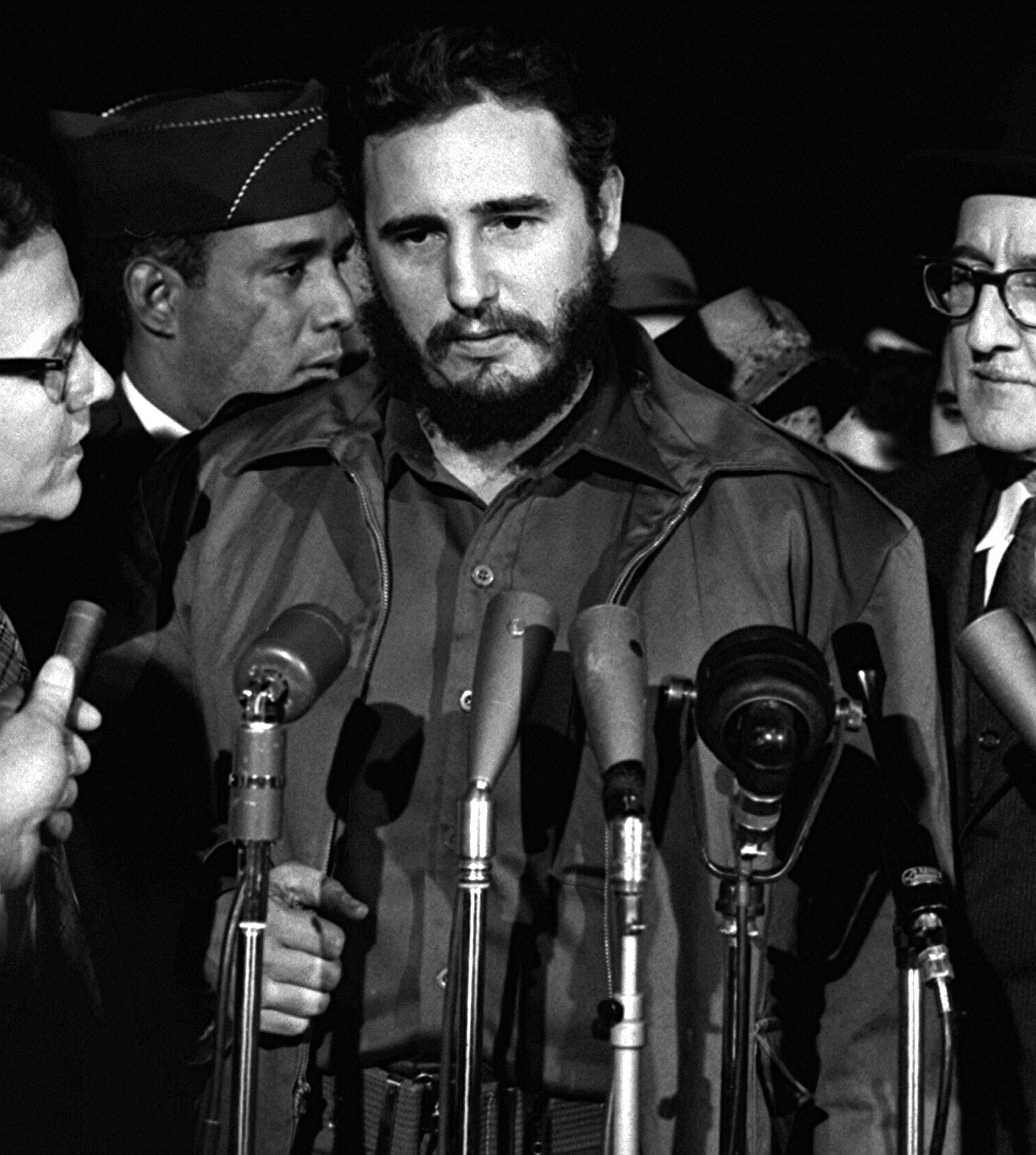
Rządzący Kubą przez 52 lata Fidel Castro był najdłużej urzędującym przywódcą państwa niebędącym monarchą

Lista najdłużej urzędujących przywódców państwowych – lista 50 osób sprawujących obecnie najdłużej funkcję szefa państwa lub rządu.

## Zestawienie
Wśród 50 najdłużej urzędujących przywódców znajduje się 42 szefów państw (sprawujących władzę de iure lub de facto), 6 szefów rządu i 2 gubernatorów generalnych. Spośród 42 szefów państw, 18 osób stanowią monarchowie (cesarze, emirowie, królowie, książęta, regenci, sułtani). Pięciu monarchów znajduje się w pierwszej dziesiątce zestawiania.
Okres przejmowania władzy przez wymienionych szefów państw i rządów obejmuje okres od roku 1967 do 2013. Przywódcą państwowym najdłużej sprawującym swój urząd jest sułtan Brunei Hassanal Bolkiah, który zasiada na tronie nieprzerwanie od 1967 roku. W Europie najdłużej rządzi król Szwecji Karol XVI Gustaw (od 1973), natomiast w Afryce prezydent Kamerunu Paul Biya (od 1975). W Ameryce Północnej najdłużej pełni urząd premier Saint Vincent i Grenadyn Ralph Gonsalves (od 2001), a w Ameryce Południowej, prezydent Wenezueli Nicolás Maduro (od 2013). W regionie Australii i Oceanii najdłużej rządzi król Tonga Tupou VI (od 2012).
Najwięcej spośród 50 przywódców państw pochodzi z Azji (16 osób), a w dalszej kolejności z Afryki (14), Europy (13), Ameryki Północnej (5), Ameryki Południowej (1) oraz Australii i Oceanii (1).
Chalifa ibn Salman Al Chalifa, w latach 1971–2020 pełniący funkcję premiera Bahrajnu, był najdłużej urzędującym szefem rządu w historii. Z kolei przywódcą najdłużej zajmującym urząd prezydenta był zmarły w 2009 prezydent Gabonu Omar Bongo, który dzierżył władzę przez 42 lata. Fidel Castro był natomiast najdłużej urzędującym przywódcą państwa niebędącym monarchą; rządził Kubą przez 52 lata (1959–2011). Najdłużej panującym monarchą w historii był prawdopodobnie władca starożytnego Egiptu Pepi II, który według części badaczy rządził przez 94 lata. Biorąc jednak pod uwagę pewną i udokumentowaną długość panowania, najdłużej panował król Suazi, Sobhuza II, w latach 1899–1982 (82 lata i 254 dni).

## Lista przywódców państw
| Lp. | Osoba                          | Zdjęcie | Początek mandatu          | Państwo                      | Rodzaj zajmowanego urzędu                                                                                               | Przynależność dynastyczna/ polityczna              | Źródło        |
| --- | ------------------------------ | ------- | ------------------------- | ---------------------------- | --- | -------------------------------------------------- | ------------- |
| 1   | Hassanal Bolkiah               |         | 5 października 1967(dts)  | Brunei                       | Sułtan | Dynastia Bolkiah                                   | [ 6 ]         |
| 2   | Karol XVI Gustaw               |         | 15 września 1973(dts)     | Szwecja                      | Król | Dynastia Bernadotte                                | [ 7 ]         |
| 3   | Paul Biya                      |         | 30 czerwca 1975(dts)      | Kamerun                      | Premier: 30.06.1975–6.11.1982 Prezydent: od 6.11.1982                                                                   | Demokratyczne Zgromadzenie Narodu Kameruńskiego    | [ 8 ]         |
| 4   | Teodoro Obiang Nguema Mbasogo  |         | 3 sierpnia 1979(dts)      | Gwinea Równikowa             | Przewodniczący Najwyższej Rady Wojskowej: 3.08.1979–15.08.1982 Prezydent: od 15.08.1982                                 | Partia Demokratyczna Gwinei Równikowej             | [ 9 ]         |
| 5   | Ali Chamenei                   |         | 2 października 1981(dts)  | Iran                         | Prezydent: 2.10.1981–2.08.1989 Najwyższy Przywódca: od 4.06.1989                                                        | Dżameje Ruhaniat-e Mobarez                         | [ 10 ] [ 11 ] |
| 6   | Jan Adam II                    |         | 26 sierpnia 1984(dts)     | Liechtenstein                | Regent: 26.08.1984–13.11.1989 Książę: od 13.11.1989                                                                     | Dynastia Liechtensteinów                           | [ 12 ]        |
| 7   | Yoweri Museveni                |         | 29 stycznia 1986(dts)     | Uganda                       | Prezydent | Narodowy Ruch Oporu                                | [ 13 ]        |
| 8   | Mswati III                     |         | 25 kwietnia 1986(dts)     | Eswatini                     | Król | Dynastia Dlamini                                   | [ 14 ]        |
| 9   | Harald V                       |         | 1 czerwca 1990(dts)       | Norwegia                     | Regent: 1.06.1990–17.01.1991 Król: od 17.01.1991                                                                        | Dynastia Glücksburg                                | [ 15 ]        |
| 10  | Isajas Afewerki                |         | 27 kwietnia 1991(dts)     | Erytrea                      | Sekretarz Generalny Rządu: 27.04.1991–24.05.1993 Prezydent: od 24.05.1993                                               | Ludowy Front na rzecz Demokracji i Sprawiedliwości | [ 17 ]        |
| 11  | Emomali Rahmon                 |         | 20 listopada 1992(dts)    | Tadżykistan                  | Przewodniczący Rady Najwyższej: 20.11.1992–16.11.1994 Prezydent: od 16.11.1994                                          | Ludowo-Demokratyczna Partia Tadżykistanu           | [ 18 ] [ 19 ] |
| 12  | Alaksandr Łukaszenka           |         | 20 lipca 1994(dts)        | Białoruś                     | Prezydent | niezależny                                         | [ 20 ]        |
| 13  | Letsie III                     |         | 7 lutego 1996(dts)        | Lesotho                      | Król | Dynastia Moshesh                                   | [ 21 ]        |
| 14  | Denis Sassou-Nguesso           |         | 25 października 1997(dts) | Kongo                        | Prezydent | Kongijska Partia Pracy                             | [ 22 ]        |
| 15  | Henryk                         |         | 3 marca 1998(dts)         | Luksemburg                   | Regent: 3.03.1998–7.10.2000 Wielki książę: od 7.10.2000                                                                 | Dynastia Burbonów                                  | [ 23 ]        |
| 16  | Abdullah II                    |         | 7 lutego 1999(dts)        | Jordania                     | Król | Dynastia Haszymidów                                | [ 24 ]        |
| 17  | Hamad ibn Isa Al Chalifa       |         | 6 marca 1999(dts)         | Bahrajn                      | Emir: 6.03.1999–14.02.2002 Król: od 14.02.2002                                                                          | Dynastia Al Chalifa                                | [ 25 ]        |
| 18  | Ismail Omar Guelleh            |         | 8 maja 1999(dts)          | Dżibuti                      | Prezydent | Ludowe Zgromadzenie na rzecz Postępu               | [ 26 ]        |
| 19  | Muhammad VI                    |         | 23 lipca 1999(dts)        | Maroko                       | Król | Dynastia Alawitów                                  | [ 27 ]        |
| 20  | Władimir Putin                 |         | 9 sierpnia 1999(dts)      | Rosja                        | Premier: 9.08.1999–7.05.2000 Prezydent: 7.05.2000–7.05.2008 Premier: 8.05.2008–7.05.2012 Prezydent: od 7.05.2012        | Jedna Rosja                                        | [ 28 ]        |
| 21  | Paul Kagame                    |         | 24 marca 2000(dts)        | Rwanda                       | p.o. Prezydenta: 24.03.2000–22.04.2000 Prezydent: od 22.04.2000                                                         | Rwandyjski Front Patriotyczny                      | [ 29 ]        |
| 22  | Ralph Gonsalves                |         | 29 marca 2001(dts)        | Saint Vincent i Grenadyny    | Premier | Partia Jedności Pracy                              |               |
| 23  | Recep Tayyip Erdoğan           |         | 14 marca 2003(dts)        | Turcja                       | Premier: 14.03.2003–28.08.2014 Prezydent: od 28.08.2014                                                                 | Partia Sprawiedliwości i Rozwoju                   | [ 30 ]        |
| 24  | İlham Əliyev                   |         | 4 sierpnia 2003(dts)      | Azerbejdżan                  | Premier: 4.08.2003–4.11.2003 Prezydent: od 31.10.2003                                                                   | Partia Nowego Azerbejdżanu                         |               |
| 25  | Shavkat Mirziyoyev             |         | 12 grudnia 2003(dts)      | Uzbekistan                   | Premier: 12.12.2003–14.12.2016 p.o. Prezydenta: 8.09.2016–14.12.2016 Prezydent: od 14.12.2016                           | Liberalno-Demokratyczna Partia Uzbekistanu         | [ 31 ]        |
| 26  | Roosevelt Skerrit              |         | 8 stycznia 2004(dts)      | Dominika                     | Premier | Partia Pracy Dominiki                              |               |
| 27  | Alojzy                         |         | 15 sierpnia 2004(dts)     | Liechtenstein                | Regent | Dynastia Liechtensteinów                           | [ 32 ]        |
| 28  | Norodom Sihamoni               |         | 14 października 2004(dts) | Kambodża                     | Król | Dynastia Norodom                                   | [ 33 ]        |
| 29  | Mahmud Abbas                   |         | 15 stycznia 2005(dts)     | Palestyna                    | Prezydent | Al-Fatah                                           |               |
| 30  | Albert II Grimaldi             |         | 31 marca 2005(dts)        | Monako                       | Regent: 31.03.2005–6.04.2005 Książę: od 6.04.2005                                                                       | Dynastia Grimaldich                                | [ 34 ]        |
| 31  | Faure Gnassingbé               |         | 4 maja 2005(dts)          | Togo                         | Prezydent | Unia na rzecz Republiki                            |               |
| 32  | Muhammad ibn Raszid Al Maktum  |         | 11 lutego 2006(dts)       | Zjednoczone Emiraty Arabskie | Premier | Dynastia Al Maktum                                 | [ 35 ]        |
| 33  | Jigme Khesar Namgyel Wangchuck |         | 14 grudnia 2006(dts)      | Bhutan                       | Król | Dynastia Wangchuck                                 | [ 36 ]        |
| 34  | Daniel Ortega                  |         | 10 stycznia 2007(dts)     | Nikaragua                    | Prezydent | Sandinistowski Front Wyzwolenia Narodowego         |               |
| 35  | Patrick Allen                  |         | 26 lutego 2009(dts)       | Jamajka                      | Gubernator generalny | niezależny                                         |               |
| 36  | Viktor Orbán                   |         | 29 maja 2010(dts)         | Węgry                        | Premier | Fidesz                                             | [ 37 ]        |
| 37  | Alassane Ouattara              |         | 4 grudnia 2010(dts)       | Wybrzeże Kości Słoniowej     | Prezydent | Zgromadzenie Republikanów                          | [ 38 ]        |
| 38  | Salva Kiir Mayardit            |         | 9 lipca 2011(dts)         | Sudan Południowy             | Prezydent | Ludowy Ruch Wyzwolenia Sudanu                      |               |
| 39  | Michael D. Higgins             |         | 11 listopada 2011(dts)    | Irlandia                     | Prezydent | Partia Pracy                                       | [ 39 ]        |
| 40  | Kim Dzong Un                   |         | 17 grudnia 2011(dts)      | Korea Północna               | Najwyższy Przywódca | Partia Pracy Korei                                 | [ 40 ]        |
| 41  | Tupou VI                       |         | 18 marca 2012(dts)        | Tonga                        | Król | Dynastia Tupou                                     |               |
| 42  | Xi Jinping                     |         | 15 listopada 2012(dts)    | Chiny                        | Sekretarz generalny Komunistycznej Partii Chin: od 15.11.2012 Przewodniczący Chińskiej Republiki Ludowej: od 14.03.2013 | Komunistyczna Partia Chin                          | [ 41 ]        |
| 43  | Nicolás Maduro                 |         | 5 marca 2013(dts)         | Wenezuela                    | p.o. Prezydenta: 5.03.2013–19.04.2013 Prezydent: od 19.04.2013                                                          | Zjednoczona Partia Socjalistyczna Wenezueli        | [ 42 ]        |
| 44  | Abdoulkader Kamil Mohamed      |         | 1 kwietnia 2013(dts)      | Dżibuti                      | Premier | Ludowe Zgromadzenie na rzecz Postępu               | [ 43 ]        |
| 45  | Wilhelm-Aleksander             |         | 30 kwietnia 2013(dts)     | Holandia                     | Król | Dynastia Oranje-Nassau                             |               |
| 46  | Cécile La Grenade              |         | 7 maja 2013(dts)          | Grenada                      | Gubernator generalny | niezależna                                         |               |
| 47  | Tamim ibn Hamad Al Sani        |         | 25 czerwca 2013(dts)      | Katar                        | Emir | Dynastia Al Sani                                   |               |
| 48  | Filip I                        |         | 21 lipca 2013(dts)        | Belgia                       | Król | Dynastia Koburgów                                  |               |
| 49  | Edi Rama                       |         | 15 września 2013(dts)     | Albania                      | Premier | Socjalistyczna Partia Albanii                      |               |
| 50  | Aleksandar Vučić               |         | 27 kwietnia 2014(dts)     | Serbia                       | Premier |                                                    |               |

| 1967–1979 | 1980–1989 | 1990–1999 | 2000–2009 | 2010–2019 |